# Jean-Luc Bouilleret
Jean-Luc Marie Maurice Louis Bouilleret (ur. 28 października 1953 w Arbois) – francuski duchowny katolicki, arcybiskup Besançon od 2013.

## Życiorys
Święcenia kapłańskie otrzymał 28 czerwca 1981 i został inkardynowany do diecezji Saint-Claude. Był m.in. wikariuszem biskupem dla regionu Plateaux (1990-1996), a także wykładowcą i ojcem duchownym seminarium w Lyonie (1996-2003).
10 marca 2003 papież Jan Paweł II mianował go ordynariuszem diecezji Amiens. Sakry biskupiej udzielił mu 11 maja 2003 poprzednik - biskup Jacques Noyer.
10 października 2013 papież Franciszek minował go arcybiskupem metropolitą Besançon. Ingres odbył się 17 listopada 2013.
Paliusz otrzymał z rąk papieża Franciszka w dniu 29 czerwca 2014.

## Odznaczenia
W kwietniu 2010 został odznaczony orderem Legii Honorowej V klasy.